# Стрелковые войска
Стрелковые войска — род войск, ранее существовавший в сухопутных войсках вооружённых сил некоторых государств мира.
Первоначально стрелковые войска представляли собой одну из разновидностей лёгкой пехоты. В России появились в 1826 году и отличались от прежних видов легкой пехоты, в частности, от егерей, наличием на вооружении нарезных ружей, прежде всего штуцеров. Впоследствии, в силу повсеместного распространения нарезного оружия различия между стрелковыми войсками и другими видами пехоты стерлись.
Сокращённое наименование в русском (советском) военном деле — СтВ. В советский период стрелковые войска включали в свой состав помимо стрелков формирования и других родов сухопутных войск (РККА), таких как кавалерия, артиллерия, бронетанковые и специальные войска. Дальнейшим развитием стрелковых войск в Красной и Советской армиях стали горнострелковые, воздушно-десантные и мотострелковые войска.

## История
С развитием военного дела в европейских вооружённых силах в XVIII веке наряду с линейной пехотой появилась и лёгкая пехота, предназначавшаяся для подготовки меткой стрельбой атаки формирований линейной пехоты и действовавшая в рассыпном строю перед линейным строем.
С массовым оснащением европейских армий ручным огнестрельным оружием лёгкую пехоту составляли формирования, носившие наименование егерей, вольтижёров и шассёров (во Франции), а позже тиральеров, берсальеров (в Италии) и стрелков (в России, в Великобритании (см. стрелок)). Данные части имели на вооружении облегчённое снаряжение, а начиная с 1830-х годов получали на вооружение преимущественно нарезные ружья (штуцеры, винтовки). Во 2-й половине XIX века различия между лёгкой и линейной пехотой сгладились, так как вся пехота вооружалась одинаково, но некоторые формирования части по традиции назывались стрелковыми (егерскими), то есть отличались от прочих пехотных частей только наименованием.
В русской армии появление регулярных формирований Егерских войск относится к 1761 году. П. А. Румянцев в ходе Семилетней войны обратил внимание на то, какую пользу приносили пруссакам охотники (егеря) во время операций под Кольбергом. В 1761 году он сформировал из охотников особый батальон, который хотя и не был назван егерским, но по характеру деятельности соответствовал этому наименованию. Батальон разделялся на пять рот по 100 человек в каждой, для большей устойчивости ему было придано два орудия. По другим сведениям появление егерских частей относится к 1763 году, когда командовавший финляндской дивизией граф П. И. Панин сформировал при ней егерский отряд численностью личного состава 300 человек.
Первой стрелковой частью в русской армии в 1826 г. стал Финский учебный стрелковый батальон.
По окончании войны против польских мятежников, в 1831 году, император Николай I обратил особенное внимание на развитие стрелкового дела и сформирование в войсках стрелковых частей и образовал с этою целью Особый комитет об улучшении штуцеров и ружей. 9 марта 1838 года инспектором стрелковых батальонов был назначен генерал-майор Э. А. Рамзай, который в этой должности в течение 18 лет активно занимался формированием стрелковых частей, обучением и специальным усовершенствованием их, в особенности в отношении стрельбы. Число стрелковых батальонов постепенно увеличивалось, а этот разновидность войск подвергалась различным преобразованиям. Так, 23 мая 1855 года генерал-лейтенант герцог Георг Мекленбург-Стрелицкий был назначен председателем комитета об улучшении штуцеров и ружей, а 26 августа 1856 года и инспектором стрелковых батальонов. Под его руководством стрелковые части были сведены в 1856 году в 25 стрелковых батальона, обучение которых стрельбе было поднято герцогом на большую высоту. Приказом по Военному Министерству № 300 от 17 декабря 1856 года, утверждено описание обмундирования Стрелковых батальонов.
6 декабря 1856 года Высочайше установлено иметь стрелковые батальоны для каждой пехотной дивизии полевых войск, и по резервной стрелковой роте (в мирное время) в составе двух Сводных резервных стрелковых батальонов для каждого армейского корпуса.
В 1869 г. под руководством Георга Мекленбург-Стрелицкого русская армия была перевооружена ружьём системы Крнка. Большое внимание инспектор стрелковых батальонов уделял повышению грамотности нижних чинов стрелковых формирований.
На 1857 год в русской армии были:
- Лейб-Гвардии 1-й стрелковый батальон;
- Лейб-Гвардии 2-й стрелковый батальон;
- Лейб-Гвардии 3-й стрелковый батальон;
- Лейб-Гвардии 4-й стрелковый батальон;
- 1-й гренадерский стрелковый батальон;
- 2-й гренадерский стрелковый батальон;
- 3-й гренадерский стрелковый батальон;
- Кавказский гренадерский стрелковый батальон;
- 1-й стрелковый батальон;
- 2-й стрелковый батальон;
- 3-й стрелковый батальон;
- 4-й стрелковый батальон;
- 5-й стрелковый батальон;
- 6-й стрелковый батальон;
- 7-й стрелковый батальон;
- 8-й стрелковый батальон;
- 9-й стрелковый батальон;
- 10-й стрелковый батальон;
- 11-й стрелковый батальон;
- 12-й стрелковый батальон;
- 13-й стрелковый батальон;
- 14-й стрелковый батальон;
- 15-й стрелковый батальон;
- 16-й стрелковый батальон;
- 17-й стрелковый батальон;
- 18-й стрелковый батальон;
- 19-й стрелковый батальон;
- 20-й стрелковый батальон;
- 21-й стрелковый батальон;
- 1-й учебный стрелковый полк;
- 2-й учебный стрелковый полк;
- 3-й учебный стрелковый полк;
- 4-й учебный стрелковый полк;
- Финский учебный стрелковый батальон;
- 1-й сводный резервный стрелковый батальон;
- 2-й сводный резервный стрелковый батальон;
- Кавказский резервный стрелковый батальон.

В русской армии в XIX — начале XX веков, существовали стрелковые батальоны, полки, бригады и дивизии, стрелковыми назывались также Сибирские, Туркестанские и Финляндские полки (бригады и дивизии). Так в 1870 году руководством Военного ведомства России было принято решение сформировать из стрелковых батальонов пехотных дивизий 8 отдельных стрелковых соединений и присвоить им наименования: 
- Гвардейская стрелковая бригада;
- 1-я стрелковая бригада;
- 2-я стрелковая бригада;
- 3-я стрелковая бригада;
- 4-я стрелковая бригада;
- 5-я стрелковая бригада;
- Кавказская стрелковая бригада;
- Туркестанская стрелковая бригада. В дальнейшем сформировывались и другие стрелковые бригады.

На 1907 год, в мирное время, имелось: 29 стрелковых полков, 18 стрелковых батальонов.
А на 1909 год в составе русской армии находились:
- 9 Восточно-Сибирских стрелковых дивизий (36 полков);
- 18 стрелковых бригад (одна гвардейская, пять армейских, две Финляндские, две Кавказские и 8 Туркестанских), а на 1898 год было 14 соединений, в том числе гвардейская, 5 без особых наименований от первого до пятого, Финляндская, Кавказская, две Закаспийские, Туркестанская[15], две Восточно-Сибирские и Кавказская туземная. Бригады, имеющие номера, и Финляндская состояли каждая из двух полков двухбатальонного состава; все прочие имели по четыре батальона (Восточно-Сибирские — по пять; в Кавказской туземной батальоны называются дружинами). Кроме стрелковых бригад, имелось 8 отдельных финских стрелковых батальонов, комплектуемых уроженцами Финляндского княжества России. Всего, на 1898 год, стрелковых батальонов было 90, по четыре роты в каждом[16];
- 7 артиллерийских стрелковых дивизионов[5], например Лейб-гвардии Стрелковый артиллерийский дивизион и другие. Позже в Русской армии, во время Великой (1-й мировой) войны, 1914 — 1918 годов, были сформированы и другие стрелковые формирования, см. ниже шаблон «Дивизии Русской императорской армии».

В Советских Вооруженных силах формирования РККА, РККФ и НКВД, состоявшие из пехоты, с 1918 года стали именоваться стрелковыми, см. ниже шаблон «Красная армия и Красный флот в Гражданской войне».
В период Гражданской войны и военной интервенции в России в ноябре 1918 года в РККА был разработан новый план развития полевых войск, который предусматривал сформирование 47 номерных стрелковых дивизий (сд), включавших в себя 116 стрелковых бригад и 339 стрелковых полков. 19 февраля 1919 года план сформирования был сообщен фронтам РККА, с приказанием закончить реорганизацию к 1 апреля 1919 года. К 15 мая 1919 года эта работа была полностью завершена. Бригадная организация сд предусматривала по штату управление, три стрелковые бригады по три полка. Для придания большей боевой и хозяйственной самостоятельности сбр штатом № 220/34 было значительно усилено бригадное звено в сд за счёт увеличения её штатной численности.
На 1 января 1921 года в составе стрелковых войск Красной Армии числилось 85 стрелковых дивизий (из двух стрелковых бригад в каждой) и 39 отдельных стрелковых бригад.

№ П10. Доклад Наркома обороны Союза ССР и Начальника генштаба РККА в ЦК ВКП(б) — И. В. Сталину О плане развития и реорганизации ...
... I. План развития и реорганизации сухопутных сил РККА
А. Стрелковые войска
а) Состав стрелковых войск мирного времени к 1.1.1938 года.
Стрелковые войска в мирное время (к 1.1.1938 г.) состоят из 96 стрелковых дивизий, в том числе:
Кадровых и смешанных дивизий 52
 ... Врид. начальника 4 отдела Генерального штаба РККА, комбриг (Красильников)— 

ЦАМО России. Ф. 16. Оп.2154. Д.4. Лл.33-34.
К началу Великой Отечественной войны в составе РККА было 198 стрелковых дивизий, в том числе две мотострелковых (дислоцированных в Монголии) и 19 горнострелковых.
До, в период и после Великой Отечественной войны в ВС Союза ССР существовали высшие формирования стрелковых войск гвардейские стрелковые и стрелковые корпуса (см. ниже шаблон «Корпуса РККА в годы Великой Отечественной войны»).
12 марта 1957 в соответствии с директивой Главнокомандующего Сухопутными войсками стрелковые войска Советской Армии стали мотострелковыми (МСВ). Созданию МСВ способствовало насыщение стрелковых войск средствами доставки стрелков и механизация формирований других родов войск и спецвойск. Это стало возможным благодаря увеличению производства автомобилей повышенной проходимости, бронетранспортёров, САУ и так далее.
В несекретном делопроизводстве, первое официальное упоминание о мотострелковых войсках как о роде войск в Советской Армии ВС Союза, относится к Приказу Министра обороны Союза ССР Маршала Советского Союза Р. Я. Малиновского № 70 от 29 марта 1958 года (Глава V. Знаки различия. Положение № 82).

## Формирования
Стрелковые войска состояли из формирований:
- подразделений:
  - стрелковое отделение (со);
  - стрелковый взвод (св);
  - стрелковая рота (ср);
  - стрелковый батальон (сб).
- частей;
  - отдельная стрелковая рота (оср);
  - отдельный стрелковый батальон (осб);
  - стрелковый полк (сп).
- соединений:
  - отдельная стрелковая бригада (сбр);
  - стрелковая дивизия (сд);
  - стрелковый корпус (ск).

Формирования стрелковых войск, в различных количествах, также входили в формирования других родов войск (сил) видов вооружённых сил.

## Знаки различия
Для военнослужащих стрелковых войск применялись следующие знаки различия: околыш фуражки, погоны, петлицы, канты (выпушки) малинового цвета, погонные и петличные эмблемы, и так далее.

### Примеры погонРусскойиКраснойармий иВМФ СССР
- Полковник 12-го Восточно-Сибирского Его Императорского Высочества Государя Наследника Цесаревича стрелкового полка
(по состоянию на 1904—1909 годы).
- Погон с поперечной нашивкой фельдфебеля Первого или Четвёртого лейб-гвардейских стрелковых полков
(образца 1914 года).
- Рядовой на правах вольноопределяющегося 11-го Восточно-Сибирского стрелкового Её Императорского Величества Государыни Императрицы Марии Фёдоровны полка
(по состоянию на 1907—1917 годы).
- Сержант 7-й мотострелковой бригады РККА
(повседневные образца 1943 года).
- Младший сержант стрелкового формирования Северного флота ВМФ СССР
(повседневные образца 1943 года).